# Sound of the Republic
Sound of the Republic är ett studioalbum av hardcorebandet Raised Fist, utgivet 10 april 2006 på skivbolaget Burning Heart Records.

## Låtlista
1. "You Ignore Them All" - 3:33
2. "Perfectly Broken" - 3:11
3. "Sunlight" - 3:01
4. "Sound of the Republic" - 2:52
5. "Killing It" - 3:27
6. "Back" - 2:35
7. "Hertz Island Escapades" - 2:40
8. "Some of These Times" - 3:37
9. "Nation of Incomplete" - 2:24
10. "And Then They Run" - 3:38
11. "Bleed Under My Pen" - 2:28
12. "Time Will Let You Go, All Alone, I Break" - 3:55

## Banduppsättning
- Marco Eronen - gitarr
- Daniel Holmberg - gitarr
- Matte Modin - trummor
- Andreas "Josse" Johansson - bas
- Alexander "Alle" Rajkovic - sång